# Landesgefängnis (Schwäbisch Hall)
Das ehemalige Landesgefängnis befindet sich an der Salinenstraße 4 in Schwäbisch Hall am östlichen Ufer des Kochers. Es hat in der Bevölkerung den Spitznamen „Kocherhotel“ erhalten und trug während der Zeit seines Bestehens verschiedene Bezeichnungen. Landesgefängnis war es ab 1871. Seit 2011 wird es als „Haus der Bildung“ genutzt.

## Geschichte
Einer Anekdote nach stand die Stadt vor der Wahl, entweder den Bau einer Kaserne oder den eines Gefängnisses zu akzeptieren, und entschied sich dann mit Rücksicht auf die Sitten der Bürgertöchter für das Gefängnis. In Wirklichkeit wurde jedoch der Bau eines Gefängnisses 1839 von König Wilhelm ohne Befragung der Bevölkerung verfügt, nachdem die Einführung eines neuen Strafgesetzbuches und damit auch eine Neuorganisation des Strafvollzugswesens in Württemberg beschlossen worden war. Da Hall Sitz eines Oberamtes war, war die Errichtung einer Strafvollzugsanstalt in einem solchen Ort naheliegend, und weil man sich einen wirtschaftlichen Aufschwung in Hall erhoffte, wurde der Bau des Gefängnisses auch durchaus begrüßt. Die Stadt stellte Gelände für den Bau zur Verfügung. Vorgesehen war ein Gefängnis für den Jagstkreis sowie eine Strafanstalt für jugendliche Verbrecher aus ganz Württemberg.
Bevor das neue Gefängnis errichtet war, wurde provisorisch der einstige Marstall in der Salinenstraße für den Strafvollzug genutzt. Heute befindet sich in diesem Gebäude die Fachhochschule.

Salinenstraße 4, Landesgefängnis 1847

Mit dem Neubau wurde 1843 begonnen; die ersten Gefangenen wurden im Oktober 1846 dort untergebracht, obwohl das Bauwerk erst 1849 vollendet wurde. Eugen Gradmann erwähnt den Bau in seiner 1907 erschienenen Schrift Die Kunst- und Altertums-Denkmale der Stadt und des Oberamtes Schwäbisch-Hall unter der Rubrik „Klassizismus des 19. Jahrhunderts“. Er nennt 1847 als Baujahr.
Das Gefängnis besaß damals einen zentral positionierten Verwaltungsbau, rechts und links flankiert von den Gebäuden für Männer und Frauen. Hinter dem Verwaltungsbau befand sich noch ein Gefängnis für Jugendliche. Zur Resozialisierung wurden die Gefangenen handwerklich beschäftigt bzw. ausgebildet; unter anderem wurden in der Anstalt eine Buchbinderei, eine Schlosserei und eine Bäckerei eingerichtet, was für die ortsansässigen Gewerbetreibenden eine unwillkommene Konkurrenz darstellte.
Für die 550 Häftlinge, die um 1850 in der Anstalt untergebracht waren, wurden neben dem Leiter zwei Geistliche, ein Wundarzt, zwei Lehrer, elf Aufseher und vier Aufseherinnen benötigt.
Eduard Jeitter, der das Gefängnis ab 1860 leitete, gehörte zu den Entwicklern des „Haller Modells“, einer pädagogischen Konzeption, die auf die Besserung und Wiedereingliederung der jugendlichen Strafgefangenen hinarbeitete. Das Modell wurde in Fachkreisen sehr bekannt; dennoch wurde der Jugendstrafvollzug im Jahr 1876 von Schwäbisch Hall nach Heilbronn verlegt. Schon zuvor hatte die ursprünglich vorgesehene Nutzung der Anlagen einen Wandel erfahren: Seit 1858 gab es keine weiblichen Gefangenen mehr in Schwäbisch Hall.

Das Gefängnis noch ohne Erweiterungsbauten um 1895. Ausschnitt aus einem Druck von E. Hochdanz nach einem Gemälde von F. Romfort, Verlag von Hobbing & Büchle, Stuttgart

Ab der Umwandlung zum Landesgefängnis im Jahr 1871 wurden Gefangene aus ganz Württemberg in Schwäbisch Hall untergebracht. In den Jahren 1898 und 1899 wurde unterhalb des Badtörles ein dreigeschossiger Zellentrakt hinzugefügt. 1928 bis 1931 wurde die ganze Anlage modernisiert und erweitert. Dabei wurden vorhandene Bauwerke zum Teil auch aufgestockt. Zu dem Zellentrakt wurde ein sechsstöckiger Turm hinzugefügt und in einem Neubau zur Gelbinger Gasse hin wurden Küchen, Bäder und Krankenrevier untergebracht.
Gegen Ende des Zweiten Weltkriegs wurden die Häftlinge in der Rüstungsindustrie beschäftigt. Als Schwäbisch Hall am 17. April 1945 durch die US-Armee besetzt wurde, kamen neben Opfern des NS-Regimes auch Kriminelle frei, die vorgegeben hatten, politische Gefangene zu sein. Die US-Armee benutzte die Gefängnisbauten zunächst, um Zivilisten mit NS-Vergangenheit, Kriegsgefangene und mutmaßliche Kriegsverbrecher darin unterzubringen, später wurden dort straffällige „Displaced Persons“ inhaftiert. Ab 1948 stand die Anstalt wieder unter deutscher Verwaltung und wurde als Zuchthaus verwendet, ehe sie wieder Landesgefängnis und 1952 Jugendstrafanstalt des Landes Baden-Württemberg wurde.
1961 wurden erste Forderungen laut, den Gefängnisbetrieb in der alten Anstalt aufzugeben. Als Gründe wurden mangelnde Wirtschaftlichkeit und Sicherheitsmängel genannt.
In der Funktion als Jugendstrafanstalt war das Gefängnis mit 500 bis 600 Inhaftierten außerdem überbelegt, weshalb 1974 die Jugendstrafanstalt Adelsheim ihren Betrieb aufnahm und den Standort Schwäbisch Hall entlastete. In der Folge entwickelte der Jugendstrafvollzug in Schwäbisch Hall sich wieder zu einem Modell, das viel Anerkennung erhielt. Dennoch wurde das Gefängnis in Schwäbisch Hall 1996 wieder mit Erwachsenen belegt, nachdem die Zahl der Jugendlichen im Vollzug stark zurückgegangen war.
Die Planungen zur Aufgabe des Gefängnisbetriebs im Landesgefängnis waren indes weiterverfolgt worden. Unter anderem war 1982 ein Architekturwettbewerb ausgeschrieben worden, 1986 ein Tauschvertrag abgeschlossen worden, nach dem die Stadt für den Neubau eines Gefängnisses ein Gelände in der Stadtheide bereitstellen und außerdem 7,35 Millionen DM für die Übernahme des alten Gefängniskomplexes bezahlen sollte. Doch 1992 war aus Finanzgründen ein Planungsstopp für den Neubau des Gefängnisses verhängt worden, so dass das neue Gefängnis erst in den Jahren 1995 bis 1998 errichtet werden konnte. Schließlich zog die Vollzugsanstalt zwar in den Neubau in der Stadtheide, musste jedoch wegen mangelnder Kapazitäten einen Teil des alten Gefängnisses wieder zurückmieten und mit Häftlingen belegen. Die Stadt als neue Besitzerin des ehemaligen Gefängnisareals hatte zwar eine Umgestaltung dieses Geländes geplant, musste jedoch 2002 ihre Pläne für das neue Kocherquartier aus finanziellen Gründen vorerst wieder aufgeben. Mittlerweile hat der Abriss ehemaliger Gefängnisgebäude auf dem Gelände begonnen. Der Ursprungsbau des ehemaligen Landesgefängnisses ist jedoch denkmalgeschützt und bleibt weitgehend erhalten: Nord-, Süd und Mittelbau des Bauwerks von 1846 blieben stehen, wohingegen der Ostbau im Jahr 2007 abgerissen wurde. Der erhaltene Baukörper ist fast 120 Meter lang.

## Umnutzung und Umgestaltung
Bei der Renovierung und Umnutzung ab Herbst 2009 versuchte man die ursprüngliche Struktur des einstigen Gefängnisses zu konservieren. So blieben z. B. die schmalen Räume, die als Einzelzellen dienten, zum Teil erhalten, ebenso die historischen Böden und Zellentüren. Im Nordflügel des Nordbaus wurde im 1. Obergeschoss eine Musterzelle zur Erinnerung an die Geschichte des Gebäudes eingerichtet. Stahl-Glas-Brücken wurden als Ersatz für die um 1930 errichteten massiven Zwischenbauten gebaut, womit sich die Fassade zum Kocher hin wieder dem Erscheinungsbild des Gefängnisses um die Zeit der Errichtung nähert. Seit 2011 wird das ehemalige Gefängnis neu genutzt, unter anderem sind Volkshochschule und Musikschule darin untergebracht, während das Erdgeschoss gewerblich genutzt wird. Die Umgestaltungsmaßnahmen wurden von dem ortsansässigen Architekten Lorenz Kraft geplant und von der Städtischen Wohnbaugesellschaft GWG durchgeführt.

## Filialeinrichtungen der Justizvollzugsanstalt
1877 wurde die Filialanstalt Kleincomburg für 60 bis 90 Gefangene eingerichtet, in der heute der gelockerte Vollzug praktiziert wird, später kam noch das sogenannte Blockhaus, das alte Amtsgerichtsgefängnis an der Unterlimpurger Straße hinzu. Dieser Bau wurde als Freigängerheim genutzt. Seit seinem Abriss im Jahr 1986 dient ein Neubau in der Nähe als Freigängerheim.

## Bekannte Gefangene
Franz Tausend, mehrfach als Betrüger verurteilt, saß zuletzt in Schwäbisch Hall ein. Er starb dort im Jahr 1942.
24 französische Widerstandskämpfer, die im Rahmen der Nacht-und-Nebel-Aktion nach Deutschland verschleppt worden waren, wurden im Sommer 1944 in Schwäbisch Hall gefangengehalten, ehe sie nach Heilbronn gebracht und dort erschossen wurden.
Die SS-Männer Sepp Dietrich und Joachim Peiper wurden in Schwäbisch Hall wegen des Malmedy-Massakers verhört.